# すまいる舎こども救命講習センター
すまいる舎こども救命講習センター（すまいるしゃこどもきゅうめいこうしゅうセンター）は、大阪府箕面市桜井1丁目14番11号に拠点を持つ、乳幼児専門の救護法普及団体。2005年7月設立。

## 概要・活動内容
- メディックファーストエイド (MFA) 国際認定チャイルドケアインストラクター。心臓震盪から子供を救う会などの救急救命関連の団体に所属。
- 主に保育園・幼稚園・小学校などの乳幼児・小児に発生することが懸念されている、突然の心停止や心臓震盪に関する啓蒙活動を行っている。
- 乳幼児小児関連施設での出張救命救護法講習会の開催。
  - 講習は、主として乳幼児の事故を対象とし、過去に発生した施設内事故事例に基づいた救護法指導や緊急事態に慣れていない保育士でも冷静に対処できる心肺蘇生法の提供、園独自で実施する定期救命訓練の提案指導など。乳幼児施設従事者向け救護法講習会。乳幼児心肺蘇生法＆小児用AED。AEDは全社全機種対応。